# Roman Kostomarov
Roman Kostomarov (rođen 8. februara, 1977. u Rusiji) je ruski umetnički klizač u kategoriji plesnih parova. Njegov partner je Tatjana Navka.
Trener im je Aleksandar Žulin.
Roman je 1996. godine osvojio Svetski juniorski šampionat sa svojom bivšom partnerkom Jekaterinom Davidovom. Sledeća partnerka bila mu je Ana Semenovič, dok se konačno nije udružio sa Navkom. Kostomarov i Navka su osvojili zlato na Svetskom prvenstvu 2004. i 2005, kao i Evropsko zlato, istih godina. Takođe su i Olimpijski šampioni na zimskoj Olimpijadi koja je održana 2006. godine u Torinu.
Juna 2004, Kostomarov se oženio višestrukom austrijskom prvakinjom u klizanju Juliom Lautovom.

## Spoljašnje poveznive
- ISU Biografija